# 李熙 (隆慶進士)
李熙（1540年—1592年），字穆之，號序斋，福建泉州府晉江縣人，軍籍，明朝政治人物。

## 生平
嘉靖四十年（1561年）辛酉科福建鄉試第二十四名。隆慶二年（1568年），登戊辰科二甲第四十五名進士。选任翰林庶吉士，六年四月授兵科给事中，升吏科右，萬曆二年（1574年）正月升工科左，巡视京营，因不附會高拱、张居正，以彈劾冯保，被貶為南豐縣縣丞、之後擔任寧國縣知縣、后升任南京刑部主事、高州府知府，因治理有功，十四年（1586年）正月升任廣西副使，參與平定三镇酋长，積勞成疾，十七年七月擢雲南右參政，引疾歸，坐船至惠州卒，年五十三。

## 家族
曾祖父李鑑；祖父李清；父李文濩，曾任教諭。母謝氏。長子暹祥，次子會祥，三子昇祥。